# زاوية الشيخ ماء العينين
زاوية الشيخ ماء العينين هي زاوية صوفية تَارِيخِيَّةٍ تَقَعُ بِمَدِينَةِ السمارة، جَنُوبَ المغرب. تَتَكَوَّنُ الزاوية مِن جُزئَينِ مُنفَصِلينِ لَكِنَّهُمَا مُتَجَاوِرَينِ، هُمَا: الزَّاوِيَّة (أي المَدرَسَة) والمَسجِد.

## الموقع الجغرافي
تقع الزاوية في الشمال الغربي لمدينة السمارة، متخذة بذلك موقعًا استراتيجيًّا على مستوى المنطقة، نظرا لقربها من كل من الحدود الموريتانية والحدود الجزائرية.

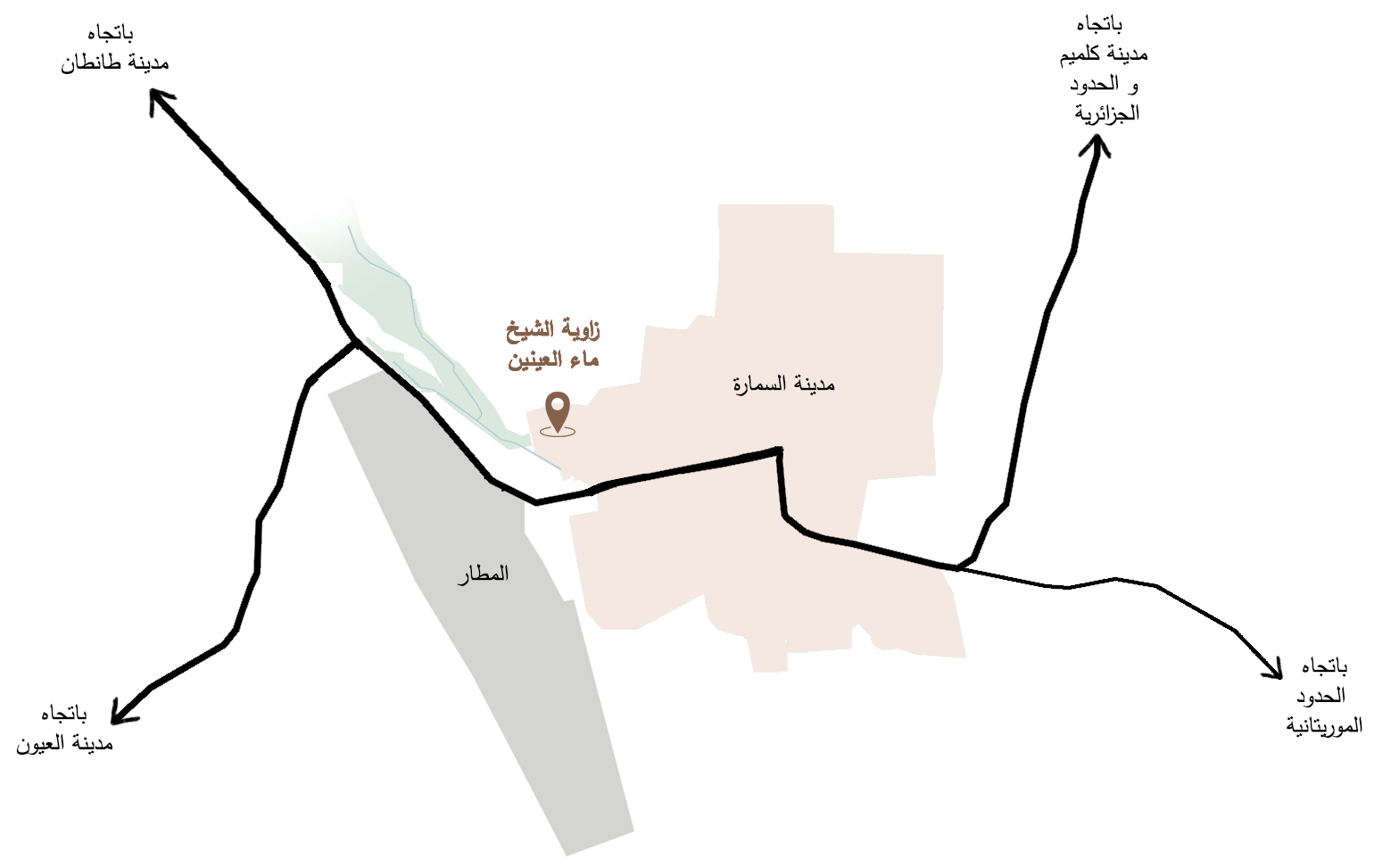
رسم توضيحي لموقع زاوية الشيخ ماء العينين في مدينة السمارة، وبالنسبة للمدن والدول المجاورة

## القيمة التاريخية

### المؤسس: الشيخ ماء العينين
يُعَد الشيخ ماء العينين من الشخصيات البارزة في القرنين 19 و20، وأبرز شخصية في تاريخ السمارة، ويُنسب له الفضل في تأسيس مدينة السمارة، وكان ذلك بأمر من السلطان المغربي عبد العزيز بن الحسن.
اسمه الأصلي محمد المصطفى بن الشيخ محمد الفاضل بن مامين، ولد شمال بلاد شنقيط سنة 1830 وتوفي سنة 1910 في تيزنيت، المغرب. ترعرع الشيخ ماء العينين في الزاوية الفاضلية في موريتانيا، حيث درس على يد أبيه، ليتركها في سن الـ28 قاصدًا الحج ثم مناطق أخرى سعيا لنشر ما نهله من علوم الدين. وانتهى به المطاف في الجنوب المغربي، تحديدًا منطقة السمارة، سنة 1873.
وفي سنة 1897، قام الشيخ ماء العينين رفقة أتباعه وطَلَبَتِه بتأسيس مدينة السمارة.

### نشأة وتطور الزاوية
كانت أولى خطوات الشيخ ماء العينين في تأسيس المدينة هي: بناءُ المسجد، وحفر الآبار وزراعة الأشجار. وشُيِّدت الزاوية بجانب المسجد عام 1898.
ولم تكن الزاوية مركزًا روحيًّا فحسب، بل سياسيا أيضا، حيث كان الشيخ يدعو من خلالها القبائل الصحراوية المتنازعة إلى الهدنة وتوحيد الصفوف. وفي عام 1903، استطاع الشيخ توحيد القبائل للتصدي لزحف الاستعمار الفرنسي للصحراء انضواءً تحت السلطان عبد العزيز بن الحسن، وذلك عبر الخطاب الديني والحثّ على حماية «أرض الإسلام».

### الوضع الحالي
رُمِّمَت الزاوية قبيل سنة 2014؛ أما المسجد فلا يزال في حالة انهيار جزئي، إلا أنه مفتوح في وجهِ الزوار ولا يشكل خطرًا عليهم.

## المعمار

### التصميم
تتكون الزاوية من كتلتين منفصلتين ومتجاورتين، هما:
- الزاوية التي تضم منزل الشيخ، ومنازل طلبته، وفضاء التدريس ومخازن المؤن.

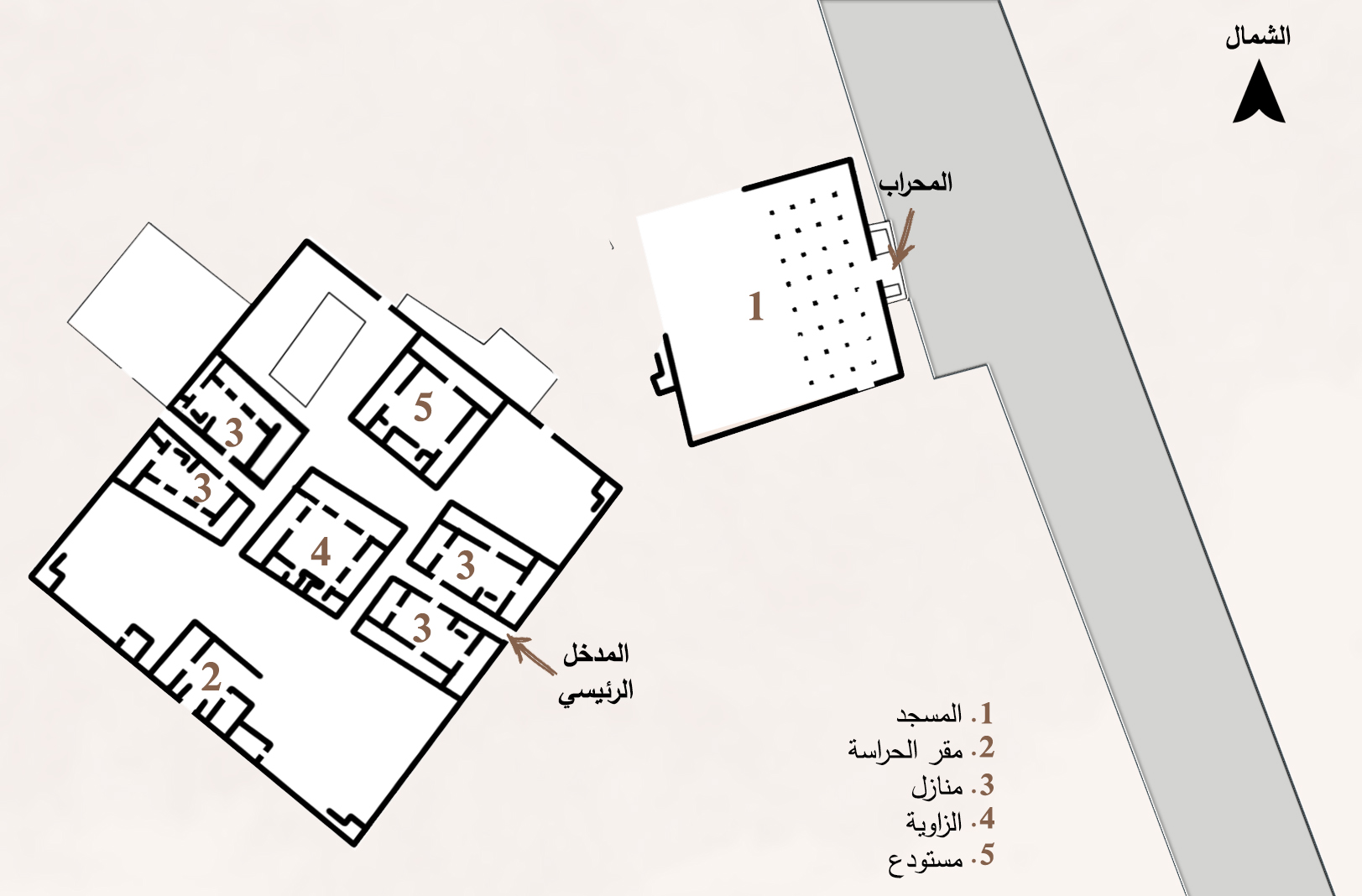
رسم تقريبي للتصميم المعماري للزاوية والمسجد

- المسجد، وهو مخصص للصلاة فقط.[8]رسم تقريبي للتصميم المعماري للزاوية والمسجد

### تقنية البناء
اعتمد البناء على مواد قليلة ويسيرة، كلها طبيعية محليّة، نظرا للوسط الصحراوي الذي تتواجد فيه مدينة السمارة. وعلى تقنيات بسيطة، حيث بنيت كل من الزاوية والمسجد بحجر السمارة، بتقنية الحجر الجاف، حيث يتم رص الأحجار فوق بعضها دون استعمال أي مواد أخرى تساعد على تماسكها. وتم طلاء الواجهات بجير طبيعي، أما الأبواب والنوافذ فصنعت من الخشب الذي أرسله السلطان عبد العزيز إلى الشيخ ماء العينين بميناء طرفاية. وتتميز الزاوية ببساطة بنائها وشبه انعدام الزخرفة سواء على الجدران أو على النوافذ والأبواب.

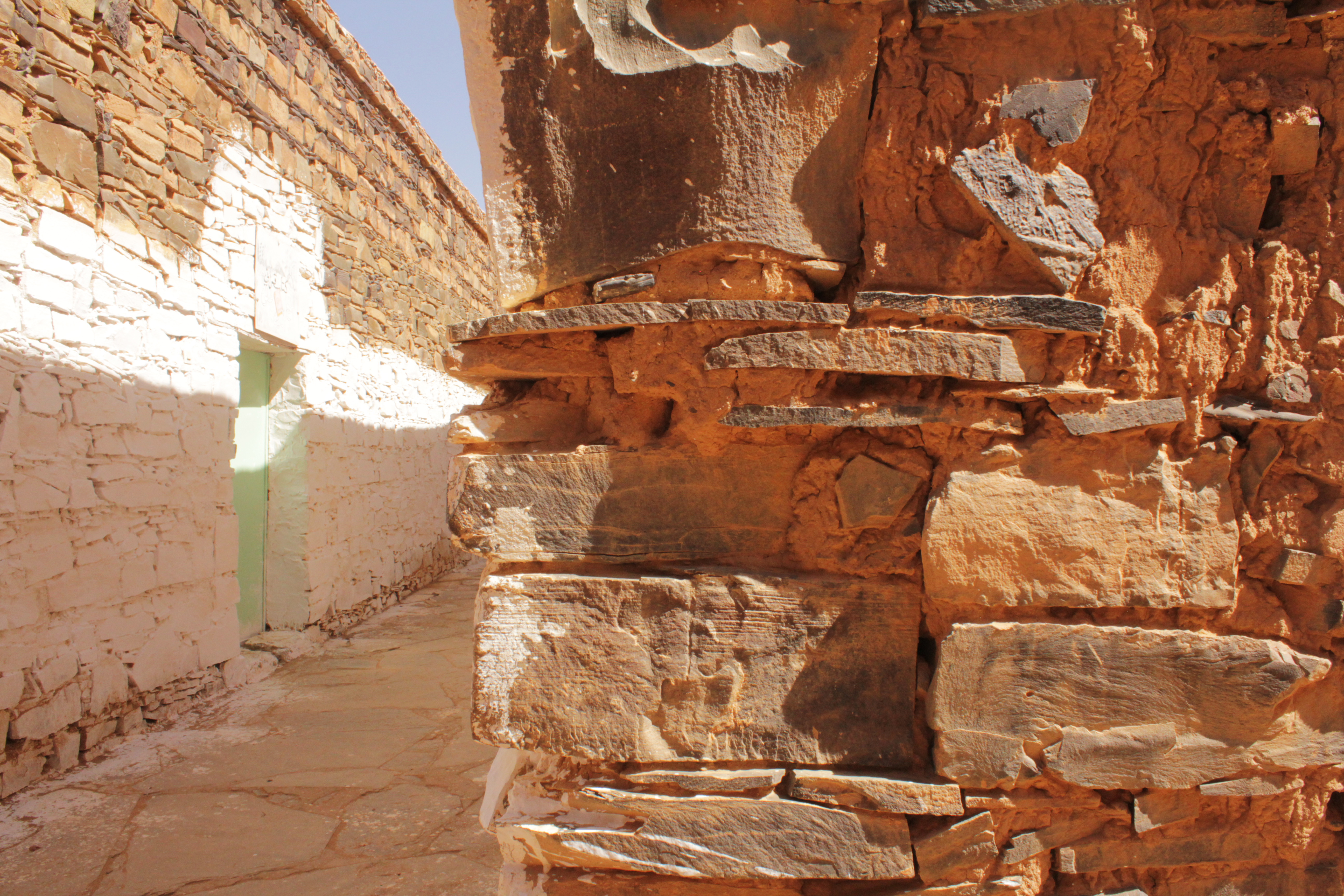
حجر السمارة المستعمل في بناء الزاوية، ويظهر جليا عدم استعمال مواد أخرى تساعد على التصاق الأحجار ببعضها البعض.
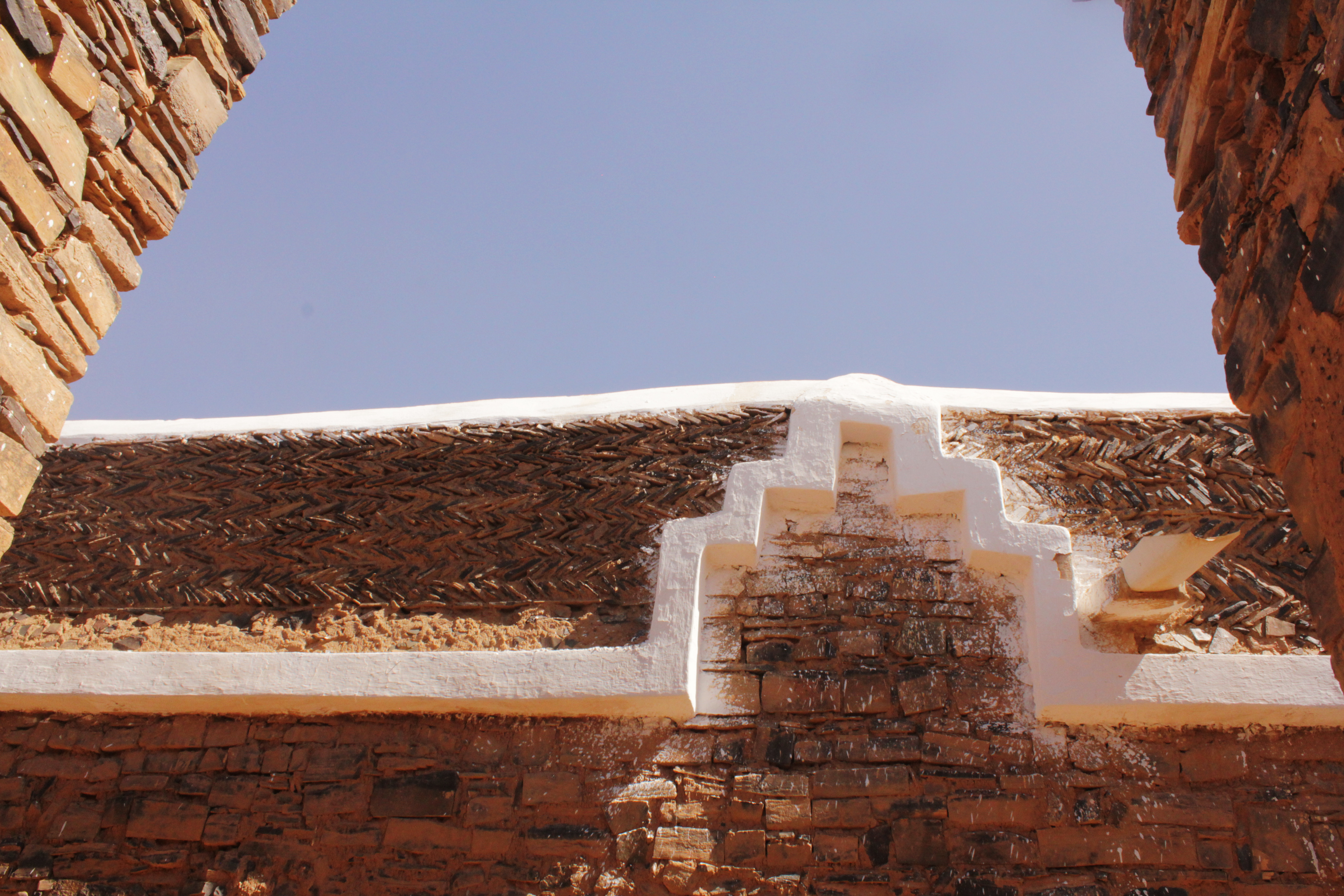
إحدى الزخرفات القليلة في الزاوية، والتي تعتمد فقط على تغيير حجم وترصيص الأحجار.
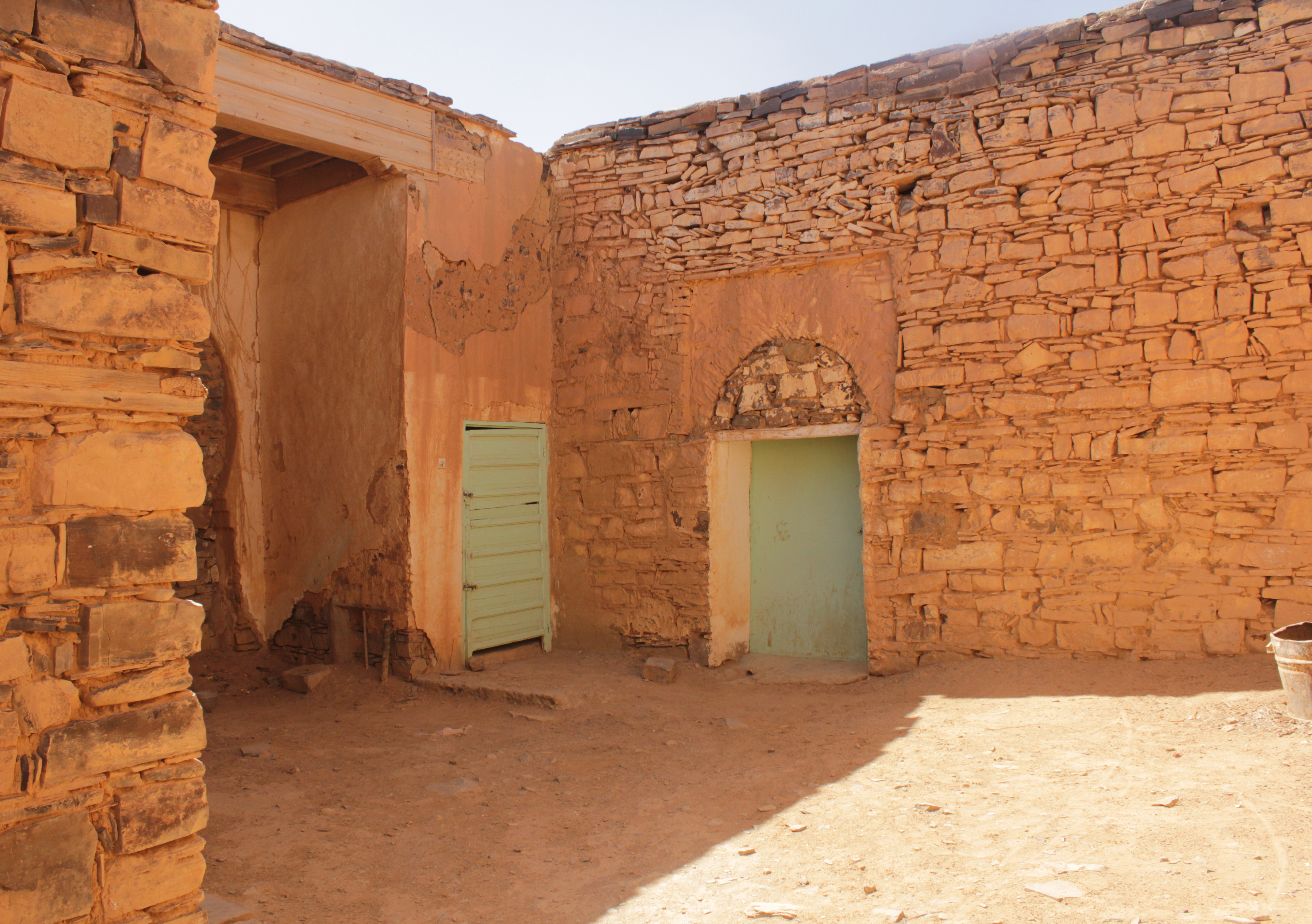
كيفية تصفيف الحجر لبناء الجدران وأقواس الأبواب.
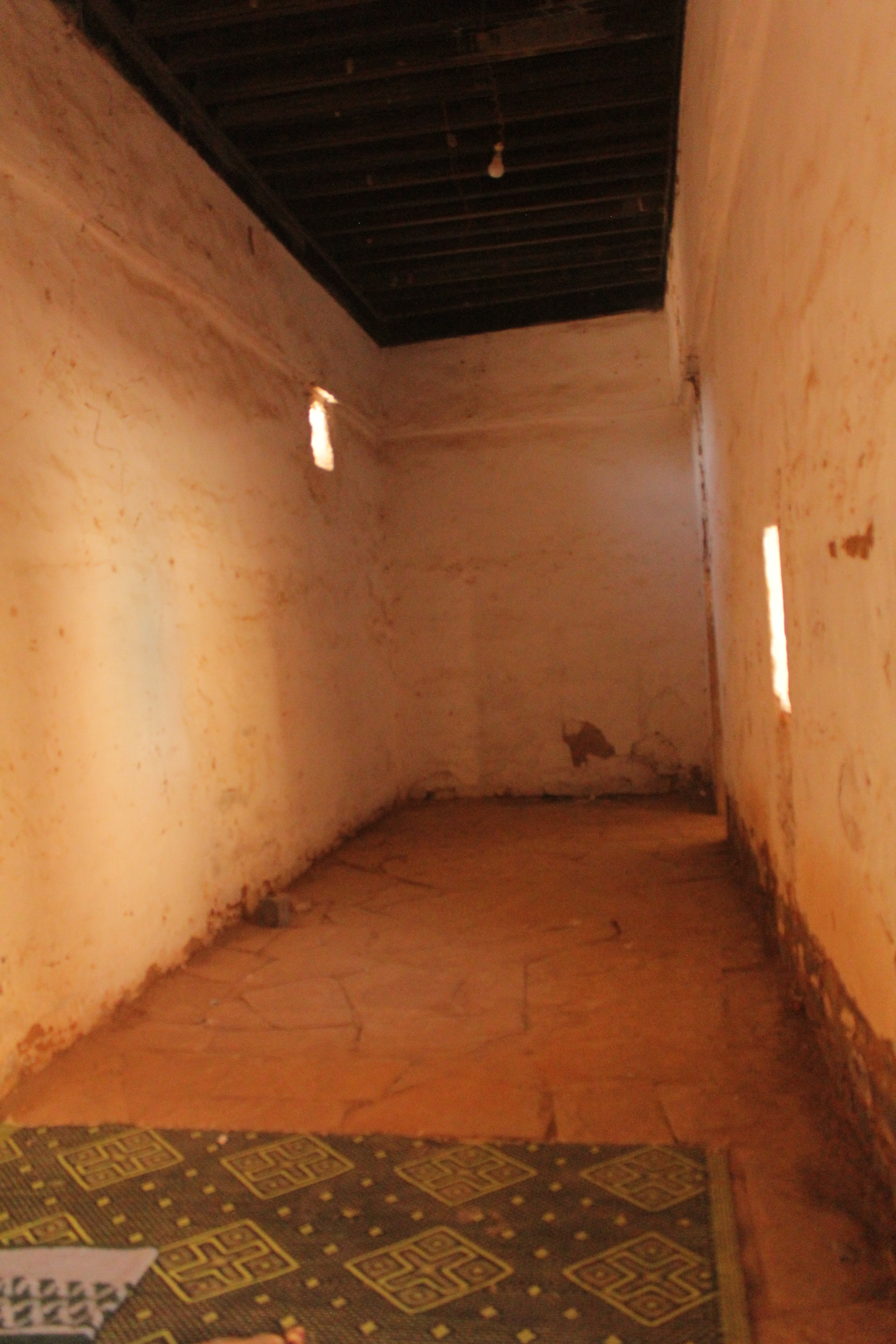
إحدى حجرات الزاوية، وتظهر بساطة البناء من خلال السقف الخشبي الخالي من الزخرفة، الأرض الترابية والجدران المطلية بالجير فقط.